# Coral Club
Coral Club es una empresa internacional que distribuye suplementos dietéticos y productos para la salud. En 1998, la empresa comenzó con la promoción del producto estrella Alka-Mine. Los productos se fabrican en Canadá, Alemania, Armenia, Noruega, Francia, Japón, Taiwán, Corea del Sur y Rusia. En la actualidad, las filiales de la empresa están presentes en 35 países y los productos se suministran a 175.

## Historia
En 1998, la empresa abrió su primera oficina en Toronto (Canadá).
En 1999, Erik Megrabyan se asoció con Leonid Lapp y se convirtió en copropietario de Coral Club. Ese mismo año, Rolf Eriksson, propietario de Alka-Mine en todo el mundo, transfirió a Coral Club los derechos exclusivos de venta de Coral-Mine (Alka-Mine).
En 1999, Royal Body Care, que en 1996 adquirió Light Force, fundada por Christopher Hills, se convirtió en socio de Coral Club.
En noviembre de 2000, Coral Club aumentó su presencia en el mercado.
En 2008, a pesar de la crisis, la facturación de Coral Club siguió mostrando un crecimiento constante de los ingresos en comparación con 2007. Ese mismo año, los propietarios de la empresa, Leonid Lapp y Erik Megrabyan, dispusieron el desarrollo de los productos bajo su marca en exclusiva. Los socios distribuidores de Coral Club aumentaron un 25% en 2008.
En 2020, Coral Club poseía 288 tiendas fuera de línea y distribuía productos a 175 países. La gama de productos incluye más de 170 productos de salud, belleza y hogar fabricados en Estados Unidos, Canadá, Alemania, Armenia, Noruega, Francia, Japón, Taiwán, Corea del Sur y Rusia. La empresa también desarrolla programas para mantener un cuerpo sano. Actualmente, el surtido incluye 11 kits de apoyo nutricional holístico y dos programas.
En 2021-2022, Coral Club llevó a cabo tres grandes proyectos en línea y creó su propia plataforma para eventos en línea. La cobertura total de los proyectos digitales de la empresa ascendió a unos 3 millones de personas.

## Investigación científica
El Instituto BION, dirigido por el profesor Igor Jerman, realizó una serie de estudios sobre los efectos de la Coral-Mina en las propiedades del agua. Los estudios establecieron que la Coral-Mina tiene un efecto significativo y duradero en el agua que resulta en la forma biológicamente más activa del agua. Los resultados se publicaron en enero de 2021 en la revista Water Journal.
Goncharuk et al. estudiaron el efecto de los productos del club de coral en el Potencial de reducción (ORP) del agua potable. Se demostró que cuando el agua se trata con calcio de coral, su ORP se desplaza hacia la región negativa. Este valor corresponde a los valores óptimos de ORP para los fluidos intercelulares de los tejidos corporales.

## Modelo de negocio
Coral Club utiliza la venta directa y el marketing en red con un sistema de compensación multinivel como modelo de negocio y trabajo en red. El plan de marketing de Coral Club ofrece la posibilidad de ser recompensado en función de la facturación mensual.
La empresa también gestiona una academia para mejorar las competencias de los socios.